# Villers-le-Lac
Villers-le-Lac é uma comuna francesa na região administrativa de Borgonha-Franco-Condado, no departamento de Doubs. Estende-se por uma área de 30,17 km². Em 2010 a comuna tinha 5 204 habitantes (densidade: 172,5 hab./km²).